# Don Hasselbeck
Don Hasselbeck (Cincinnati, Ohio; 1 de abril de 1955-14 de mayo de 2025) fue un jugador estadounidense de fútbol americano que jugó nueve temporadas con cuatro equipos en la NFL en la posición de tight end y fue campeón del Super Bowl XVIII.

## Carrera
A nivel universitario jugó para Colorado, donde también se graduó de la carrera de bellas artes. Actualmente se ubica entre los primeros 40 en recepciones en la universidad.
Hasselbeck fue seleccionado por los New England Patriots en la segunda ronda del Draft de la NFL de 1977, equipo con el que jugó sus primeras seis temporadas hasta que fue cambiado a Los Angeles Raiders antes de inicio de la temporada de 1983 donde ganó el Super Bowl XVIII, partido en el que Hasselbeck bloqueó un punto extra de los Washington Redskins. Al año siguiente firmó con los Minnesota Vikings y al año siguiente jugó para los New York Giants antes de retirarse; siendo el anotador del último touchdown de los Giants en la temporada de 1985 en la victoria por 17–3 sobre los San Francisco 49ers.

## Vida personal y muerte
Hasselbeck estaba casado con Mary Beth «Betsy» (Rueve) Hasselbeck. Era el padre del quarterback de la NFL Matt Hasselbeck, que jugó para los Seattle Seahawks. Matt jugó en los Seahawks con Lofa Tatupu, quien era el hijo del compañero de su padre Don Mosi Tatupu.
Su otro hijo, Tim Hasselbeck, también jugó en la NFL como quarterback, principalmente como suplente, que trabaja para ESPN como analista del Fantasy Football y casado con Elisabeth Hasselbeck. Su tercer hijo, Nathanael Nicolas, jugó de wide receiver para Boston College Eagles y con UMass Minutemen.
Hasselbeck murió de un ataque cardiaco en su casa el 14 de abril de 2025 a los setenta años.